# Remplacement valvulaire cardiaque

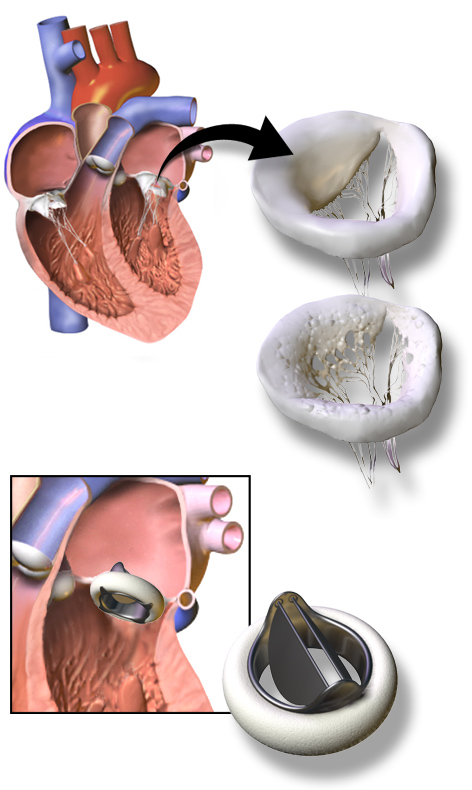
Remplacement de la valve mitrale par une prothèse mécanique.

La chirurgie de remplacement valvulaire est le remplacement d'une ou de plusieurs valves cardiaques défectueuses par une valve cardiaque artificielle (appelée prothèse valvulaire mécanique) ou une bioprothèse (homogreffe de tissu humain ou hétérogreffe de tissu animal, par exemple de porc). Il s'agit d'une alternative à la chirurgie réparatrice valvulaire quand celle-ci n'est pas possible.

## Procédures
Il existe quatre procédures :
- remplacement de la valve aortique ;
- remplacement de la valve mitrale ;
- remplacement de la valve tricuspide ;
- remplacement de la valve pulmonaire.

## Les types de prothèses valvulaires
Il existe deux grandes familles de substituts valvulaires : prothèse mécanique et prothèse biologique.
Les premières prothèses mécaniques étaient à bille puis à disque, actuellement celles utilisées sont à ailettes, faites d'un disque séparé en son milieu en deux hémi-disques pivotants composés de carbone pyrolithique. L'avantage de la valve mécanique est qu'elle ne s'altère pas avec le temps mais elle nécessite une anti-coagulation à vie. Elle est recommandée chez les patients de moins de 60 ans pour le remplacement de la valve aortique et moins de 65 ans pour le remplacement de la valve mitrale.
La valve biologique est composée de tissus porcins ou bovins. Elle se dégrade avec le temps et peut nécessiter un nouveau remplacement valvulaire (durée de vie moyenne de 10 à 15 ans) mais ne nécessite pas de traitement anti-coagulant. Elle est recommandée à partir de 65 ans pour la valve aortique et 70 ans pour la valve mitrale, mais également chez les femmes jeunes susceptibles d’être enceintes et chez les patients présentant un risque hémorragique élevé.
Par ailleurs, pour le rétrécissement aortique, le remplacement valvulaire peut être réalisé par un accès périphérique et sans circulation extra-corporelle à travers l'artère fémorale (Implantation percutanée d'une prothèse valvulaire aortique ou TAVI) ou une courte incision sur le thorax. Cette technique est indiquée chez les patients à haut risque chirurgical. Ce n'est pas, à proprement parler, un « remplacement » valvulaire, puisque la valve malade est laissée en place, écrasée par la nouvelle valve.